# Promotorenmodell
Promotoren sind Personen, die einen Innovationsprozess oder Änderungsprozess aktiv und intensiv unter Einsatz von besonderem Engagement, d. h. Einsatz von Arbeitsaufwand, der über deren normalen Arbeitspensum liegt, fördern. Hauptaufgabe der Promotoren ist es, Willens- und Fähigkeitsbarrieren der Mitarbeiter im Zusammenhang mit Innovationsprozessen im Unternehmen abzubauen und zu überwinden.

## Entstehung und Vertreter
- Eberhard Witte, Professor für Betriebswirtschaftslehre an den Universitäten Mannheim und München, entwickelte ab 1973 das Macht- und Fachpromotorenmodell.
- Jürgen Hauschildt, Professor für Betriebswirtschaftslehre an den Universitäten Saarbrücken und Kiel, erweiterte das Promotoren-Modell von Witte um den Prozesspromotor. Zusätzlich weitete er das Promotoren-Modell, das von Witte nur für die Prozessinnovation vorgesehen war, auf die Produktinnovation aus.
- Hans Georg Gemünden, Professor für Betriebswirtschaftslehre an der Technischen Universität Berlin, prägte den Begriff des Beziehungspromotors und präzisierte die einzelnen Promotorenrollen in zahlreichen Publikationen.

## Willens- und Fähigkeitsbarrieren
Innovations- oder Transferprozesse stoßen in der Umsetzungsphase oft auf Willens- und Fähigkeitsbarrieren.
- Willensbarrieren betreffen vor allem die Akzeptanz und den Ressourceneinsatz durch die Mitarbeiter. Der Einsatz von Ressourcen (Arbeitskraft, Zeit, Geld und Sachmitteln) wird verweigert und es kommt zu negativen Reaktionen gegenüber allen, die die Neuerung fördern und begrüßen.
- Fähigkeitsbarrieren betreffen das Verständnis für den gesamten Innovationsprozess. Vor allem für Lösungsansätze im eigenen Arbeitsbereich und bei Schwierigkeiten in der Anwendung von neuen Techniken und Systemen, z. B. erstmaliger Einsatz eines EDV-Systems im gesamten Unternehmen.

## Die Typen im Promotorenmodell

### Der Machtpromotor
Der Machtpromotor beeinflusst einen Veränderungs- oder Innovationsprozess aufgrund seiner hierarchisch legitimierten Macht. Das heißt, er hat eine höherrangige Position in der Aufbauorganisation inne und kann Ressourcen für seine Belange frei einteilen. Durch seine Stellung in der Hierarchie ist der Machtpromotor einerseits in der Lage Opponenten mit Sanktionen zu belegen, andererseits kann er Innovationswillige schützen und unterstützen. Die Hauptaufgabe des Machtpromotors ist Überzeugungs- und Begeisterungsarbeit zu leisten, welche durch Belohnungen und Anreize aller Art unterstützt werden. Die Stärke eines Machtpromotors wird an der Häufigkeit des aktiven Tuns und des Bemerktwerdens gemessen.

### Der Fachpromotor
Der Fachpromotor beeinflusst einen Veränderungsprozess durch sein objektspezifisches Fach- und Methodenwissen. Seine hierarchische Position in der Aufbauorganisation ist dabei unerheblich, da er die Mitglieder der Organisation dadurch nicht beeinflussen kann. Fachpromotoren entstehen oft aus Linienpositionen aufgrund ihrer Nähe zu technischen Neuheiten im Arbeitsalltag. Sie werden daher weder rein ausführende Mitarbeiter noch Spitzenmanager sein, da eine gewisse fachliche Qualifikation notwendig ist. Zusammenfassend bleibt zu sagen, dass Fachpromotoren vor allem Lehrende sind, die den Innovationsprozess durch Weitergabe ihres Wissen vorantreiben und Lösungsansätze zur Überwindung von Problemen und Hindernissen von Seiten der Opponenten entwickeln.

### Der Prozesspromotor
Dieser Typ von Promotor zeichnet sich durch die besondere Kenntnis der Organisationsstruktur einer Unternehmung aus. Er stellt aufgrund seines Wissens Kontakte und Verbindungen zwischen den Macht- und Fachpromotoren und deren Umwelt außerhalb der Unternehmung her. Der Prozesspromotor unterstützt den Veränderungsprozess nur indirekt.

### Der Beziehungspromotor
Der Beziehungspromotor ist dadurch gekennzeichnet, dass er über ein weit verzweigtes Netzwerk von persönlichen Kontakten verfügt, mit dem Großteil einer Unternehmung gute und freundschaftliche Beziehungen pflegt und durch alle Hierarchie-Schichten hindurch akzeptiert und respektiert wird. Sie sind daher im Stande neue Netze nach innen sowie nach außen zu spannen und können so den Innovationsprozess indirekt unterstützen.

### Das Promotorengespann
Die Optimalform im Promotorenmodell stellt eine Kombination von Macht- und Fachpromotor dar. Entweder in einer Person oder durch eine enge Verflechtung zweier Personen in der Unternehmung. Bei diesem Typ hat der Promotor sowohl auf hierarchischer als auch auf fachlicher Ebene die Macht und das notwendige Wissen um Prozessgegner zu sanktionieren und Innovationsfreunde zu belohnen.

### Die Opponenten
Dies sind Personen, die einen Innovations- oder Transformationsprozess verzögern oder verhindern wollen. Man könnte auch sagen, es handelt sich um Personen, die gegen alles Neue in einem Prozess oder Unternehmen sind.

### Promotoren im mittleren Management
Die Promotorenforschung betrachtet bisher hauptsächlich die Rolle von Promotoren in hohen Managementpositionen. In der jüngeren betriebswirtschaftlichen Forschung wird jedoch auch die Existenz und praktische Nutzbarkeit von Innovationsförderern auf der Ebene des mittleren Managements diskutiert. Dies betrifft beispielsweise innovationsförderndes Verhalten von Arbeitsgruppenleitern oder die aktive Unterstützung einer Innovationseinführung durch Regional- oder Bereichsleiter.

## Bedeutung für die Praxis
Das Promotorenmodell ist ein analytisches Modell das zeigt, unter welchen Gegebenheiten Innovationsprozesse zur Überwindung von Problemen größere Aussicht auf Erfolg haben. Es übernimmt eine ähnliche Funktion wie die Projektorganisation, ist jedoch in seiner Leistungsfähigkeit beschränkt. D. h. bei einer großen Zahl von Beteiligten und/oder einem zu hohen personellen Aufwand ist die Projektorganisation vorzuziehen.

### Einsatzgebiete des Promotorenmodells
- schrittweise Einführung von Zielvereinbarungen als Managementinstrument
- schrittweise Einführung von Benchmarking
- Vorhaben im Rahmen der Einführung oder Modernisierung von Informationstechnik
- schrittweise Einführung von Telearbeit

### Einsatzmöglichkeiten des Promotorenmodells
Das Promotorenmodell lässt sich nicht beliebig einsetzen. Grund dafür ist, dass die entsprechenden Personen verfügbar sein müssen, welche über erforderliche Fähigkeiten und Kenntnisse verfügen und zusätzlich bereit sind, sich über das normale Maß hinaus für eine Unternehmung einzusetzen.